# Xysticus paiutus
Xysticus paiutus là một loài nhện trong họ Thomisidae.
Loài này thuộc chi Xysticus. Xysticus paiutus được Willis J. Gertsch miêu tả năm 1933.